# دورة شمسية

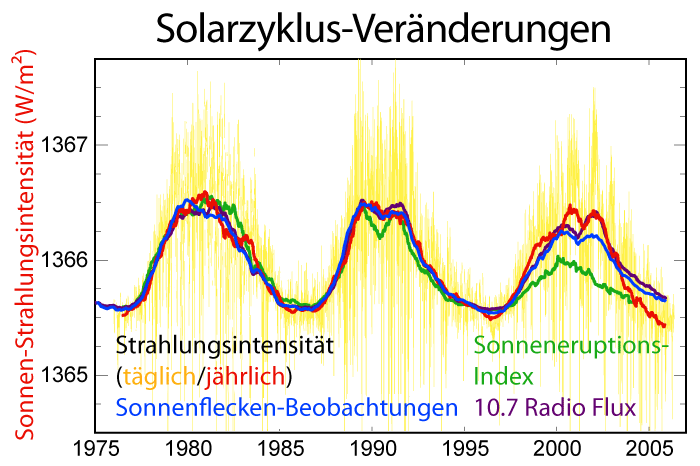
دورات النشاط الشمسي منذ عام 1975.تستغرق الدورة نحو 11 سنة.

الدورة الشمسية ([الإنجليزية: Solar cycle) هو التغير الدوري في النشاط الشمسي بما في ذلك التغيرات في مستويات الإشعاع الشمسي ، وكذلك تغيرات في مظهر الشمس ، مثل البقع الشمسية ووهج الشمس . تمتد الدورة الشمسية لمدة حوالي 11 عامًا ، وهي تختلف ما بين 9 سنوات إلى 13 سنة . وقد رصدت هذه الدورات منذ مئات السنين اعتمادًا على تغير عدد البقع الشمسية ، وظهور الشفق القطبي على الأرض. حديثًا ومنذ استخدام الأقمار الصناعية وكثرة استخدام الترانزيستور نلاحظ تأثيرات النشاط الشمسي في الإضرار بأجهزة الأقمار الصناعية والأجهزة الكهربائية ، وأحيانًا تتسبب في انقطاع التيار الكهربائي ، مثلما حدث في كندا وشمال شرق الولايات المتحدة في 1 و 2 سبتمبر عام 2003.
للدورة الشمسية تأثير طفيف على المناخ على الأرض ، ويعتقد بعض العلماء أن لها تأثير على نمو الأشجار .

## لمحة تاريخية
تم اكتشاف الدورة الشمسية في عام 1843 من قبل صموئيل هاينريش شواب. فبعد 17 عاماً من المشاهدات لاحظ وجود اختلاف في متوسط عدد البقع الشمسية على قرص الشمس من سنة إلى أخرى . أحصى رودولف وولف هذه التغيرات وغيرها من الملاحظات ، وأعاد دراسة الدورة الشمسية رجوعاً حتى دورة عام 1745.
حتى وقت قريب كان يُعتقد أن عدد الدورات الشمسية في ال309 سنة الأخيرة (مابين 1699-2008) يصل إلى 28 دورة شمسية، مما جعل متوسط الدورة 11.04 سنة. لكن أظهرت الأبحات الحديثة أن الدورة الطويلة المفترضة مابين عامي (1784-1799) كانت عبارة عن دورتين. مما جعل متوسط الدورة 10.66 سنة. وبلغت أطول دورة شمسية 14 عام و أقصرها 9 سنوات. كما يشير مصطلح ذروة الدورة الشمسية وقاع الدورة الشمسية إلى العدد الأكبر والعدد الأقل للبقع الشمسية المرصودة على القرص الشمسي.
وضح الأساس الفيزيائي للدورة الشمسية في أوائل القرن العشرين بواسطة جورج هيل وفريقه، حيث أظهر أن البقع الشمسية ممغنظة بشكل شديد (كان هذا أول اكتشاف لحقل مغناطيسي خارج الأرض) ، وبيّن في عام 1919 أن الحقول المغناطيسية على الشمس ثنائية الأقطاب ولديها الخصائص التالية:
- يكون الواد منهم دائماً في نفس نصف الكرة الشمسي أثناء ظهور البقع الشمسية
- ينعكس هذا الحقل من دورة بقع شمسية إلى أخرى.